# Mettäjärvi (Jukkasjärvi socken, Lappland, 753203-168070)
Mettäjärvi är en sjö i Kiruna kommun i Lappland och ingår i Kalixälvens huvudavrinningsområde. Sjön har en area på 0,113 kvadratkilometer och ligger 514,1 meter över havet. Sjön avvattnas av vattendraget Rakkurijoki.

## Delavrinningsområde
Mettäjärvi ingår i det delavrinningsområde (753226-167894) som SMHI kallar för Inloppet i Mettä Rakkurijärvi. Medelhöjden är 554 meter över havet och ytan är 20,67 kvadratkilometer. Det finns inga avrinningsområden uppströms utan avrinningsområdet är högsta punkten. Rakkurijoki som avvattnar avrinningsområdet har biflödesordning 3, vilket innebär att vattnet flödar genom totalt 3 vattendrag innan det når havet efter 345 kilometer. Avrinningsområdet består mestadels av skog (41 procent) och sankmarker (49 procent). Avrinningsområdet har 0,11 kvadratkilometer vattenytor vilket ger det en sjöprocent på 0,6 procent.